# Río Tamborasi
El río Tamborasi es un río en Tamborasi, Kolaka, Celebes Suroriental, Indonesia. Con una longitud de 20 m, el río está considerado como el más corto del mundo.